# Puttemansia brachytricha
Puttemansia brachytricha är en svampart som beskrevs av Syd. 1925. Puttemansia brachytricha ingår i släktet Puttemansia och familjen Tubeufiaceae.   Inga underarter finns listade i Catalogue of Life.